# Lulu.fm
lulu.fm – das schwul-lesbische Metropolenradio est une station de radio privée allemande.
Elle est à destination des personnes lesbiennes, gays, bisexuels et transgenres. Il s'agit du seul programme radiophonique de ce groupe cible doté d’une licence de diffusion nationale allemande et d'une diffusion terrestre par antenne.

## Programme
lulu.fm diffuse un programme complet d'infodivertissement 24 h/24 et 7 j/7 pour, avec et sur la communauté LGBT, apportant plus de variété à la radio, avec des actualités, histoires, interviews, sujets sur le mode de vie et nombreuses rubriques musicales.
lulu.fm se surnomme « la radio avec une boule disco intégrée », la couleur de la musique est un mélange de hits LGBT des 40 dernières années et de titres sélectionnés de musique dance et électronique.

## Histoire
Le 1er juillet 2012, lulu.fm commence à diffuser en tant que webradio musicale et avec des émissions musicales. Le 1er mars 2015, lulu.fm diffuse également des informations.
Au printemps 2016, une demande de licence de radiodiffusion à l'échelle nationale est déposée à la Landesanstalt für Medien Nordrhein-Westfalen (LfM NRW), la Commission d'admission et de surveillance des 14 Landesmedienanstalten l'accorde en juin 2016. Depuis le 1er octobre 2016, lulu.fm émet dans la région métropolitaine de Berlin-Brandebourg (Fernsehturm de Berlin) et à Hambourg (tour Heinrich-Hertz) via DAB +. Le 12 décembre 2017, Hessische Landesanstalt für privaten Rundfunk und neue Medien attribue à lulu.fm, sur demande, la licence de radiodiffusion permettant la distribution via DAB + dans la région Rhin-Main. Le 23 janvier 2017, la diffusion débute sur trois sites : Francfort-Europaturm, Großer Feldberg et Cassel (Mayence).
Le 3 juin 2017, la Sächsische Landesanstalt für privaten Rundfunk und neue Medien attribue une licence de transmission à Leipzig. La diffusion commence le 31 janvier 2018.

## Diffusion
Lulu.fm diffuse dans plusieurs villes allemandes via DAB +, à Berlin, Hambourg, la région Rhin-Main, la région métropolitaine Rhin-Neckar et Leipzig. Elle peut atteindre une population de 18 millions d'habitants.

### Source de la traduction
- (de) Cet article est partiellement ou en totalité issu de l’article de Wikipédia en allemand intitulé « Lulu.fm » (voir la liste des auteurs).